# خشم عقابها
خشم عقاب‌ها فیلمی به کارگردانی ایرج قادری و نویسندگی فریدون گله محصول سال ۱۳۴۹ به مدت ۹۰ دقیقه و سیاه و سفید است.

## خلاصه فیلم
تنها آرزوی مرد متمول و متنفذ داشتن فرزند پسر است، اما کینه توزان با تعویض نوزاد به او می‌گویند که همسرش برایش دختری به دنیا آورده‌است. مرد پس از سال‌ها افلیج شده و در این حال هم از ادامه فعالیت دست نمی‌شوید و تصمیم می‌گیرد که جاده ای تا مزرعه اش ایجاد کند. او به همین منظور گروهی را استخدام می‌کند. بین رانندگان، جوانی است که معلوم می‌شود پسر واقعی اوست که به هنگام تولد او را با دختری عوض کرده‌اند. مردی که باعث این حادثه شده‌است پس از فاش شدن این راز یکبار دیگر چهره پلید خود را نشان می‌دهد این بار پدر را می‌کشد ولی پسر او را گرفتارمی کند و تحویل قانون می‌دهد و جاده ای را که پدرش آرزوی ایجادش را داشته بوجود می‌آورد.

## بازیگران
- ایرج قادری
- ناتاشا
- آرمان
- غلامحسین بهمنیار
- نرسی کرکیا
- کارمن
- ساغر
- سیروس شاندرمنی
- اشرف کاشانی
- محمد فرزین
- صابر آتشین
- پیراسته
- حمیدی
- عسگری
- عادل
- عباس مغفوریان